# Kernteam
Als Kernteam (engl. core team) oder Projektkernteam und Projektmanagementteam bezeichnet man die Personengruppe in einer Organisation oder einem Projekt, welche die Hauptarbeit am Fortschritt trägt und koordiniert. Etwas allgemeiner definiert es die ISO 21500: Unterstützung des Projektmanagers bei der Führung und dem Management von Arbeitspaketen.
In Projekten besteht das Kernteam aus den Personen, die ständig am Projekt arbeiten und an Sitzungen mit der Projektleitung teilnehmen. Deshalb ist das Kernteam dort Teil des Projektteams. Die Mitglieder des Kernteams begleiten das Projekt über die Projektlaufzeit. Das Kernteam ist an der Projektdurchführung als auch an Entscheidungen der Projektleitung beteiligt.  Bei größeren Projekten haben die Kernteammitglieder oft die Funktion der Teilprojektleitung.

## Definitionen
Laut DIN ISO 21500:2013 unterstützt das Kernteam den Projektmanager bei der Führung und dem Management von Arbeitspaketen.
Laut International Association of Project Managers ist Kernteam „ein Team, das aus den Verantwortlichen für ein Projekt besteht (z. B. Projektleiter, Teilprojektleiter).“
Laut Duden gehören zum Kernteam Personen, die fest zum Team gehören, die meiste Erfahrung haben und die wichtigsten Aufgaben übernehmen.